# رواندز
راوندوز أو رواندز (بالكردية: ڕەواندز، Rewandiz‏) مدينة عراقية ومركز قضاء في محافظة أربيل في إقليم كردستان العراق. تقع على بعد 10 كم من الشرق من شلال بيخال، و123 كم عن أربيل. المنطقة محاطة بسلسلة جبال زاغروس. يقع جبل كورك في الجنوب، وجبل هندرين من الشمال، وجبل زوزيك من الغرب، وجبل براداسوت من الشرق.

## التسمية
قال الشيخ محمد جميل روزبياني، إن راوندوز مُؤلفة من جزأين الأول: روان بمعني أنهار، والجزء الثاني: دزه بمعنى قلعة، فيكون المعنى قلعة الأنهار.
اشتق اسم ”الروانديز“ من اسم قبيلة الروانديز (الروادية) الكردية، التي ينحدر منها صلاح الدين الأيوبي. اسم القبيلة هو تحريف للجذر الفارسي القديم ”إرويند“ وهو ”ممر“، والذي عادةً ما كان يُعرَّب إلى ”أوروديس“ و”العاصي“. كانت القبيلة نفسها فرعًا من الاتحاد الهذباني.

## التاريخ

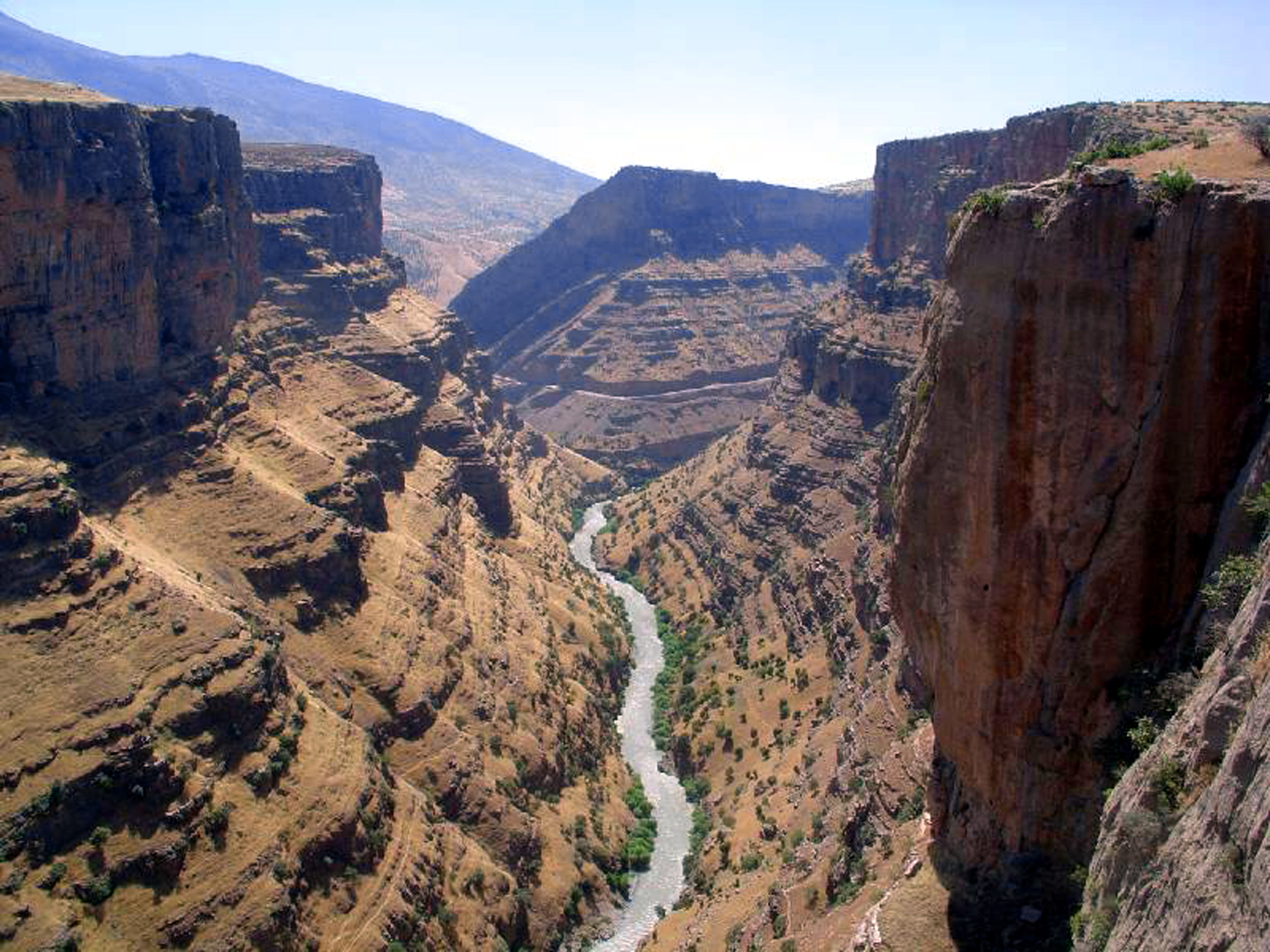
وادي روانديز

في زمن الإمبراطورية الآشورية الحديثة، من القرن العاشر إلى القرن السابع قبل الميلاد، كانت المنطقة تقع على الطريق التجاري إلى نينوى.

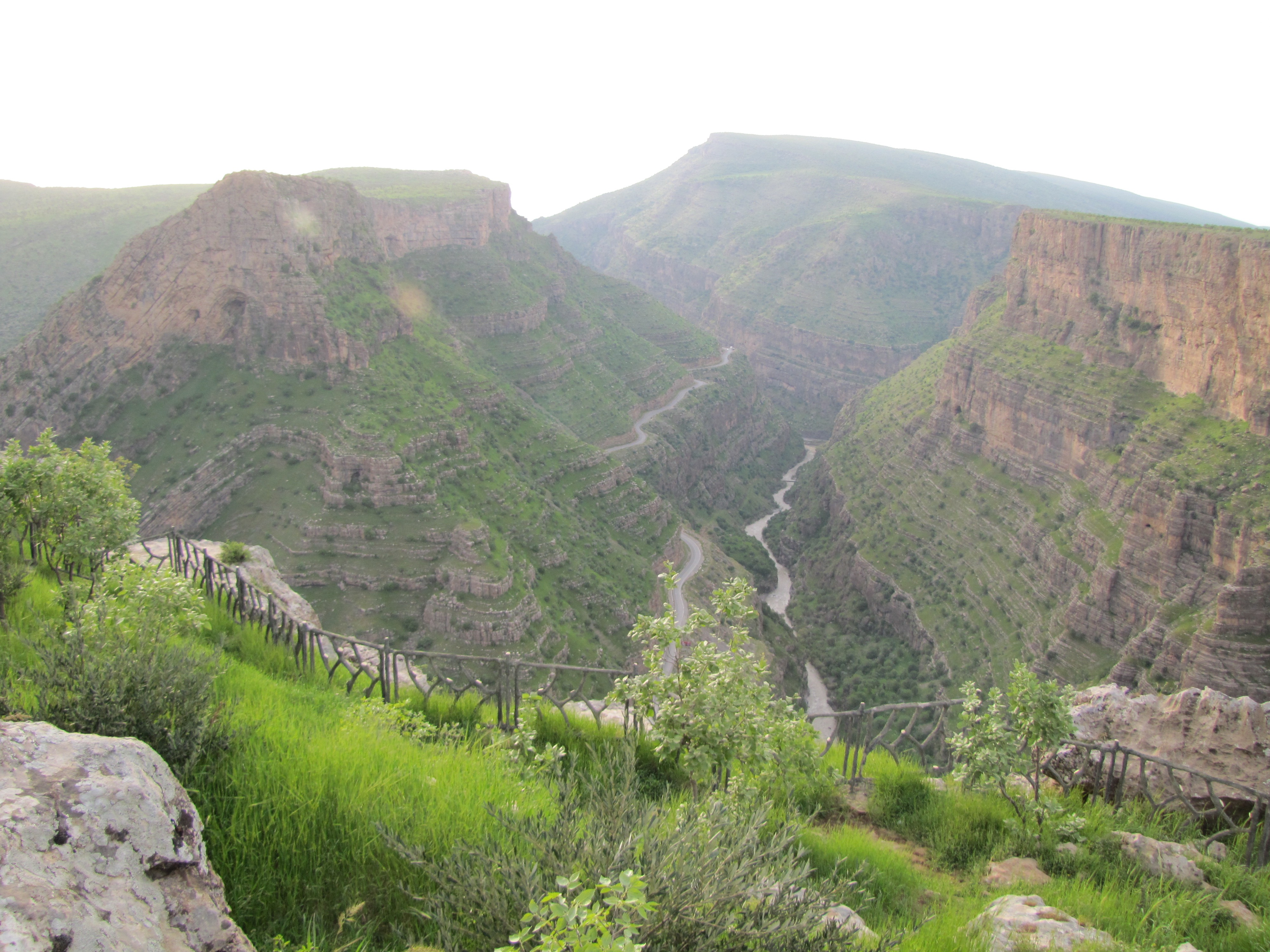
وادي رواندوز بالقرب من مدينة سوران في شمال العراق

خضعت المنطقة لحكم إمارة برادوست بعد معركة جالديران عام 1514. ثم خضعت المدينة لحكم إمارة سوران حتى عام 1836.
في عام 1915، خلال الحرب العالمية الأولى، احتل الروس والآشوريون البلدة وفي عام 1915، أثناء الحرب العالمية الأولى، وقعت مذبحة روانديز حيث تم ذبح السكان الأكراد المسلمين على يد الجيش الروسي والمقاتلين الآشوريين المتحالفين معه؛ وبعد أن استعاد القوزاق بقيادة نيكولاي باراتوف البلدة لم ينجُ سوى 20% من السكان الأكراد. احتل الأتراك البلدة في عام 1922، إلى أن تم طردهم منها في نهاية العام، واحتل الجيش البريطاني البلدة في 22 أبريل 1923. قرّر البريطانيون البقاء في مكانهم بانتظار وصول لجنة خاصة لتثبيت الحدود بين تركيا والعراق، معتقدين أنهم إذا غادروا فإن القوات التركية ستعود.
بين عامي 1928 و1932، قام البريطانيون ببناء طريق استراتيجي من أربيل عبر رواندز إلى الحدود الإيرانية بالقرب من بيرانشهر الحالية. أشرف على بناء الطريق المهندس النيوزيلندي أ. م. هاملتون. في عام 1940، كان عدد السكان 1970.
اعتبارًا من يوليو 2007، كانت رواندز تخضع لعملية إعادة إعمار كبيرة. كان يجري نقل السوق لإفساح المجال لطريق جديد. في يوليو 2011، وردًا على هجوم عسكري تركي، قرر الفنانون المحليون رسم الحطام الناتج عن الغارات. ”لقد كانت دائمًا مكانًا للأعمال القاتمة والانتقامات الدموية. فقد لاقى جميع حكامها الكبار والصغار على حد سواء موتًا عنيفًا تقريبًا، وحتى اليوم فإن هذه السمعة تستحقها عن جدارة." ذهب عالم الأنثروبولوجيا إدموند ليتش إلى روانيز في عام 1938، لدراسة أكراد رواندز، وكان ينوي أن يجعل من ذلك موضوع أطروحته. كان عليه أن يلغي رحلته الميدانية بسبب أزمة ميونيخ، لكنه مع ذلك نشر دراسته ”التنظيم الاجتماعي والاقتصادي لأكراد راوندوز“ بعد ذلك بعامين.

## المناخ
مثل معظم أنحاء كردستان العراق، تتمتع رواندوز بمناخ متوسطي حار صيفاً (CSA) مع صيف حار جاف جداً وشتاء بارد ورطب. ويشهد الشتاء انخفاض درجات الحرارة إلى ما دون درجة التجمد في العديد من الليالي، مما يجعل الصقيع سائداً. ويتساقط الثلج من حين لآخر.
يظهر الجدول التالي التغييرات المناخية على مدار السنة لرواندز:
| البيانات المناخية لـرواندز        | البيانات المناخية لـرواندز | البيانات المناخية لـرواندز | البيانات المناخية لـرواندز | البيانات المناخية لـرواندز | البيانات المناخية لـرواندز | البيانات المناخية لـرواندز | البيانات المناخية لـرواندز | البيانات المناخية لـرواندز | البيانات المناخية لـرواندز | البيانات المناخية لـرواندز | البيانات المناخية لـرواندز | البيانات المناخية لـرواندز | البيانات المناخية لـرواندز |
| الشهر                             | يناير                      | فبراير                     | مارس                       | أبريل                      | مايو                       | يونيو                      | يوليو                      | أغسطس                      | سبتمبر                     | أكتوبر                     | نوفمبر                     | ديسمبر                     | المعدل السنوي              |
| --------------------------------- | -------------------------- | -------------------------- | -------------------------- | -------------------------- | -------------------------- | -------------------------- | -------------------------- | -------------------------- | -------------------------- | -------------------------- | -------------------------- | -------------------------- | -------------------------- |
| متوسط درجة الحرارة الكبرى °م (°ف) | 9.5 (49.1)                 | 10.9 (51.6)                | 15.1 (59.2)                | 21.0 (69.8)                | 28.1 (82.6)                | 34.8 (94.6)                | 38.9 (102.0)               | 39.1 (102.4)               | 35.1 (95.2)                | 28.2 (82.8)                | 18.5 (65.3)                | 11.4 (52.5)                | 24.2 (75.6)                |
| متوسط درجة الحرارة الصغرى °م (°ف) | 0.0 (32.0)                 | 0.0 (32.0)                 | 4.5 (40.1)                 | 9.4 (48.9)                 | 14.7 (58.5)                | 20.0 (68.0)                | 23.6 (74.5)                | 23.4 (74.1)                | 18.9 (66.0)                | 13.4 (56.1)                | 7.2 (45.0)                 | 2.0 (35.6)                 | 11.4 (52.6)                |
| الهطول مم (إنش)                   | 147 (5.8)                  | 169 (6.7)                  | 141 (5.6)                  | 98 (3.9)                   | 41 (1.6)                   | 0 (0)                      | 0 (0)                      | 0 (0)                      | 1 (0.0)                    | 12 (0.5)                   | 77 (3.0)                   | 108 (4.3)                  | 794 (31.4)                 |
| المصدر: Climate Data              |                            |                            |                            |                            |                            |                            |                            |                            |                            |                            |                            |                            |                            |

## السياحة
أشار عدد من زوار المنطقة إلى المناظر الطبيعية الخلابة. فقد ذكر أ. م. هاملتون أن مضيق رواندوز قيل إنه الأجمل في آسيا.
كان منتجع بانك السياحي، الذي افتتح عام 2007، أول منتجع من نوعه في العراق. يضم دولاب هواء وغيرها من الألعاب، بما في ذلك التزحلق على الجليد والتزلج على الجليد. كما يضم فندق خمس نجوم، ومطاعم ومسابح وحمامات سباحة وساونا وملاعب تنس ومهابط للطائرات العمودية وملاعب جولف مصغرة. يعد جبل كورك أحد أفضل 10 وجهات للزيارة في إقليم كردستان العراق، يوجد تلفريك دوبلمير (تلفريك) بطول 4 كيلومترات من محطة بيخال السفلية إلى جبل كورك. تم تطوير الجبل كوجهة عالمية. وقد طوّر المنتجع 132 فيلا والعديد من الألعاب في مشروعه الذي يُطلق عليه ”منتجع وسبا جبل كورك“. يوجد أيضاً مطاعم ومقاهي ومهابط للطائرات العمودية. يُعتبر المنتجع ملاذاً صيفياً يوفر أجواءً باردة عندما تكون المنطقة بأكملها تحت درجات الحرارة المرتفعة. وخلال فصل الشتاء يتحول إلى منتجع للتزلج.

## معرض الصور

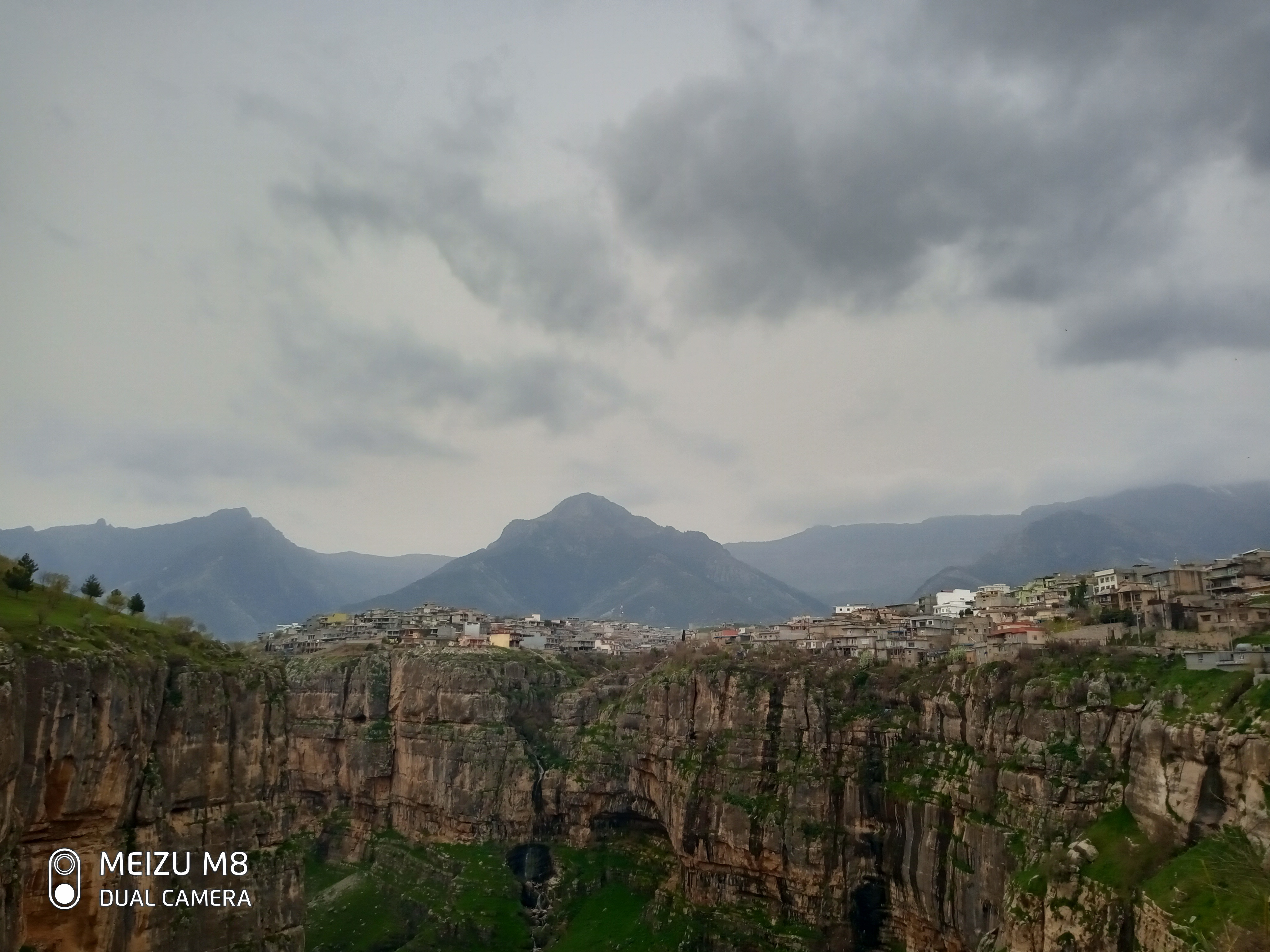
مدينة رواندز
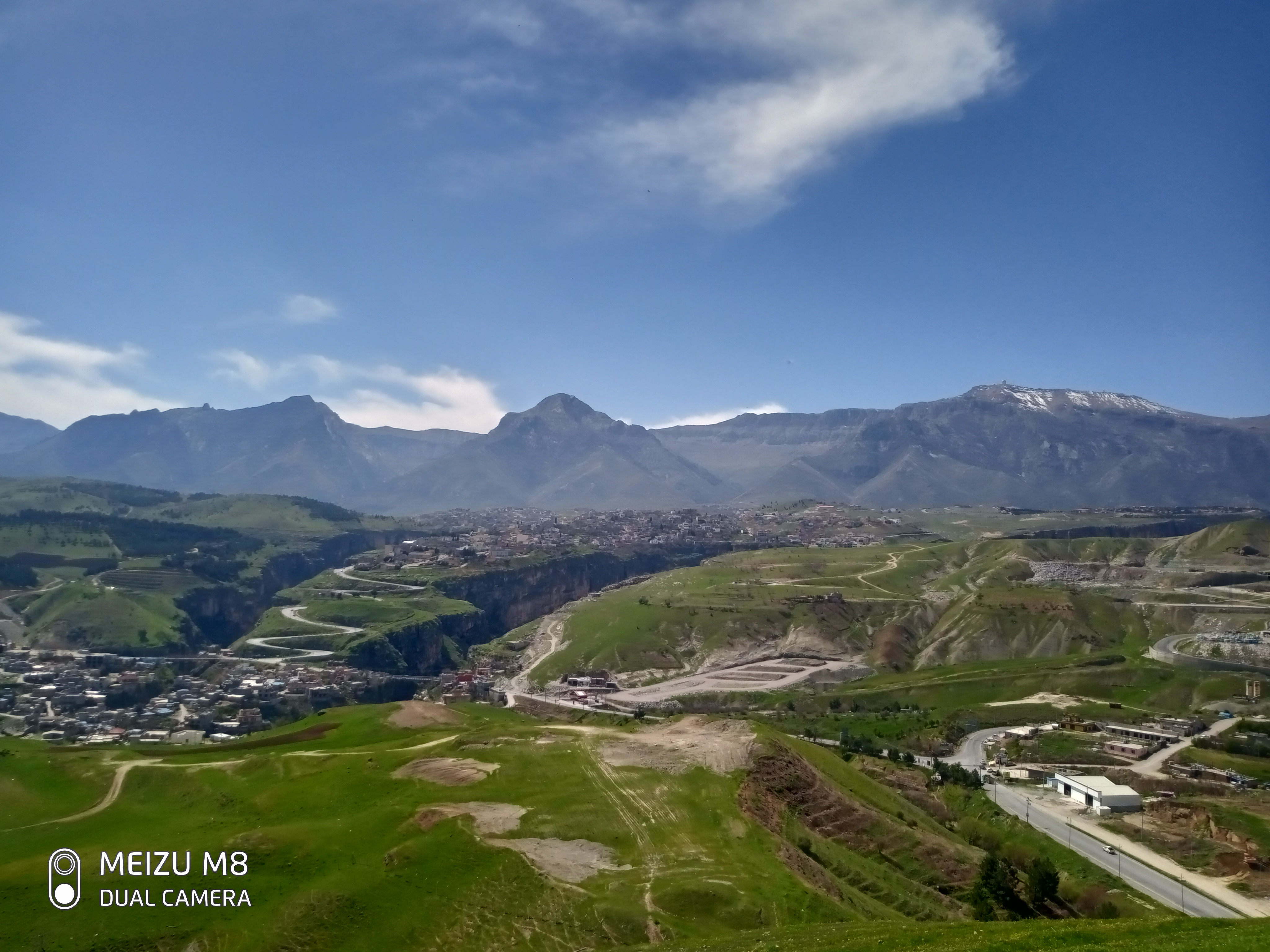
كاولوكا وخلفها مدينة رواندز
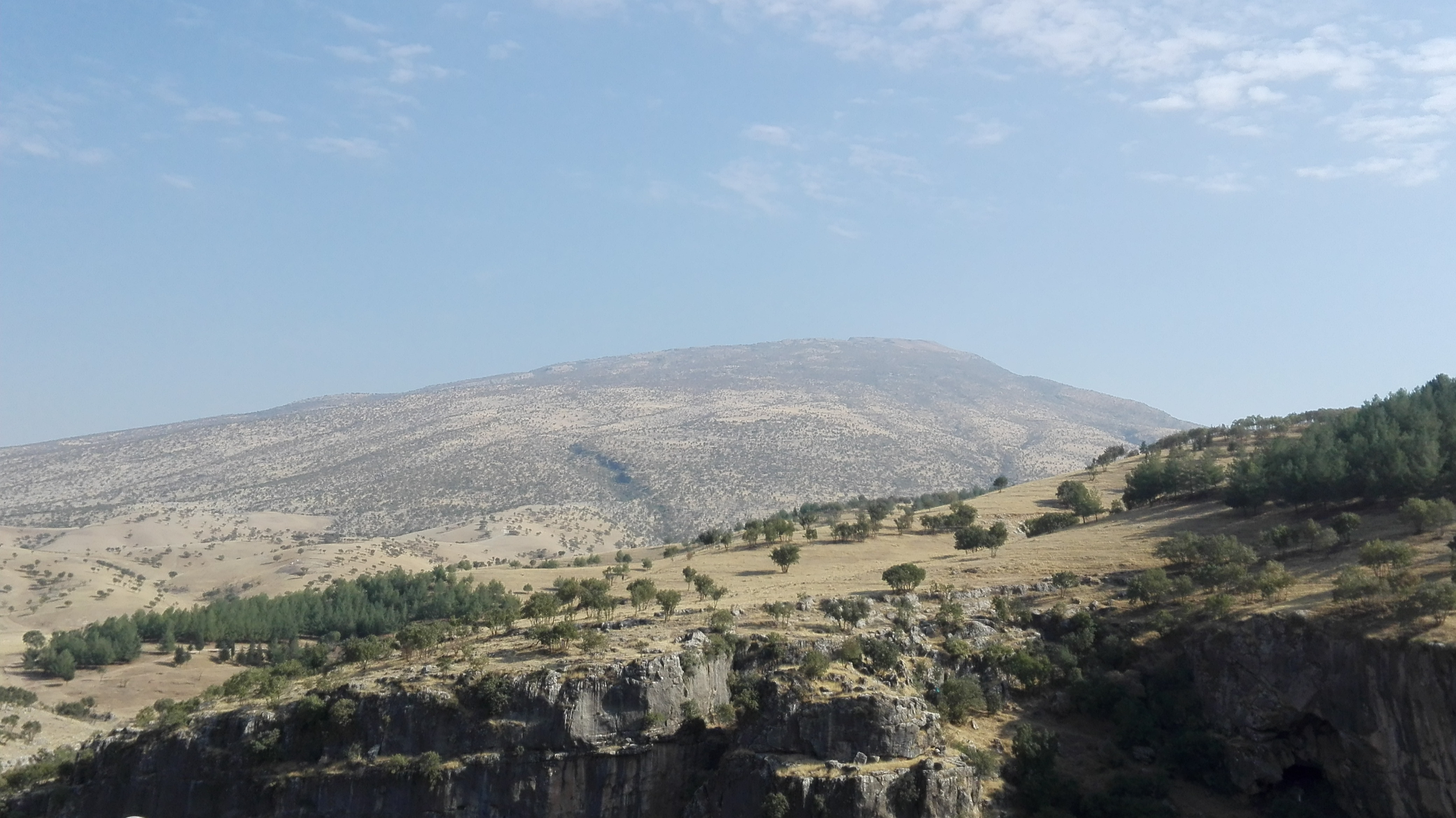
جبل هندرين شمال رواندز

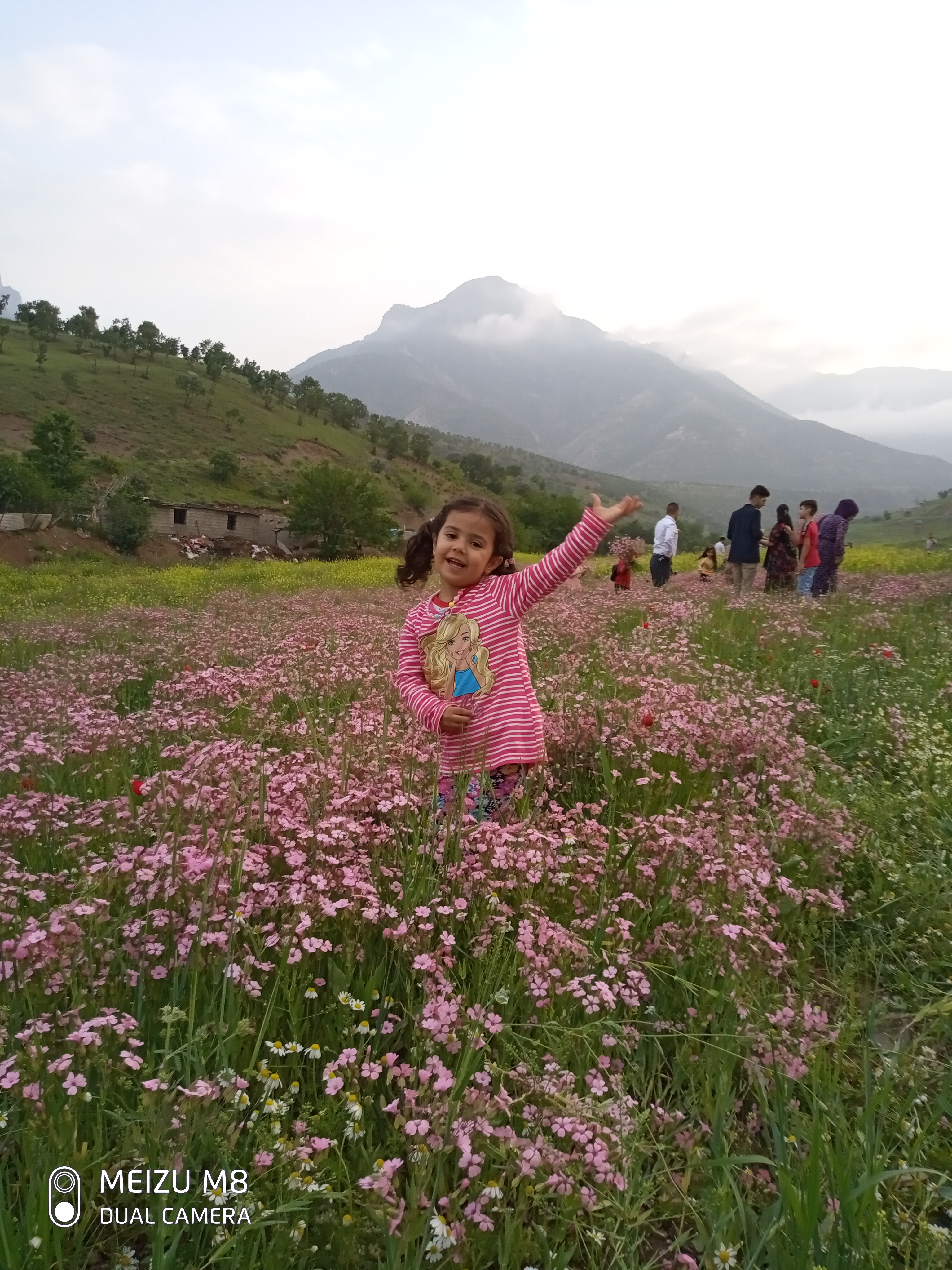
بيرويان
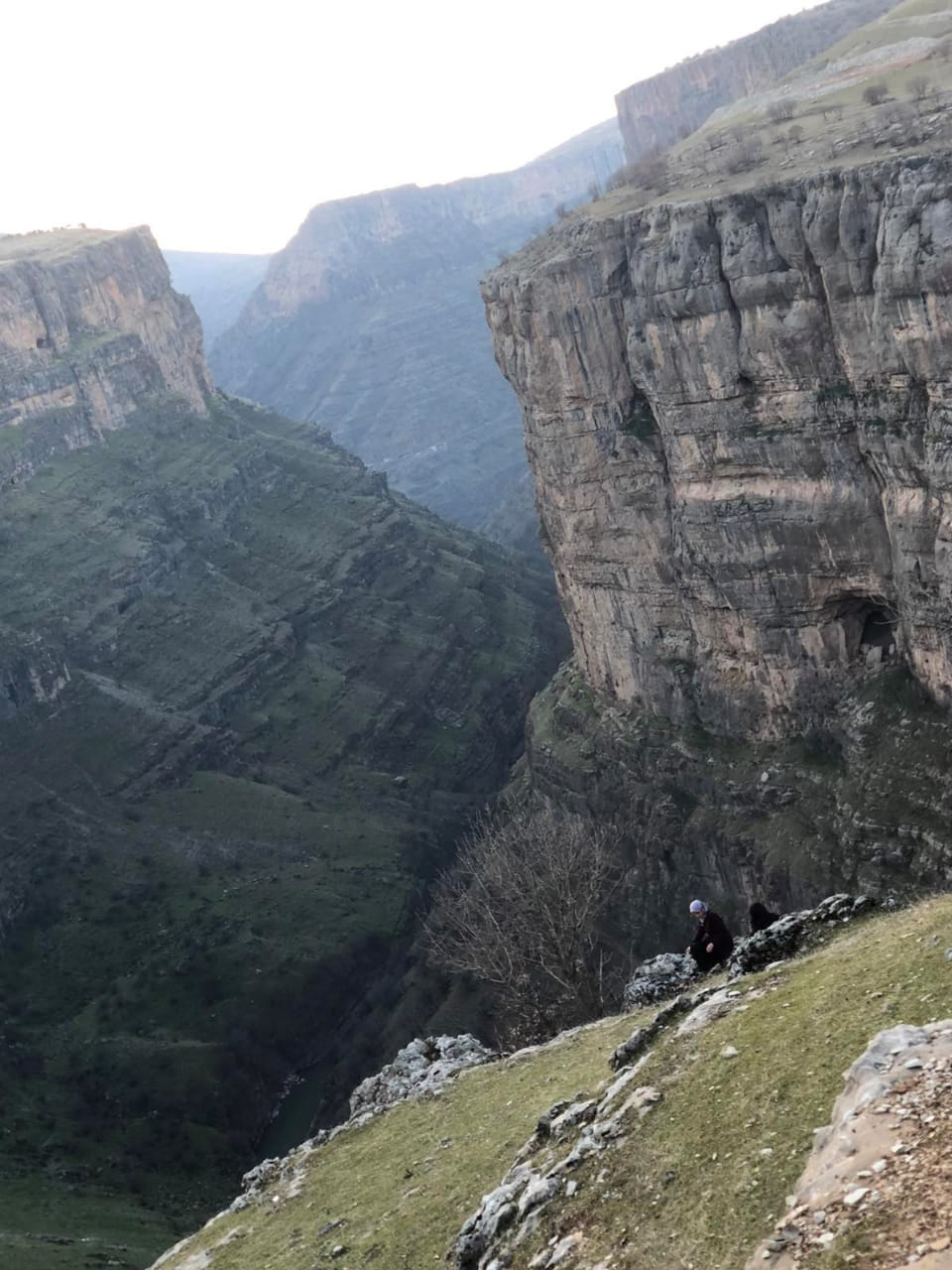
مضيق رواندوز
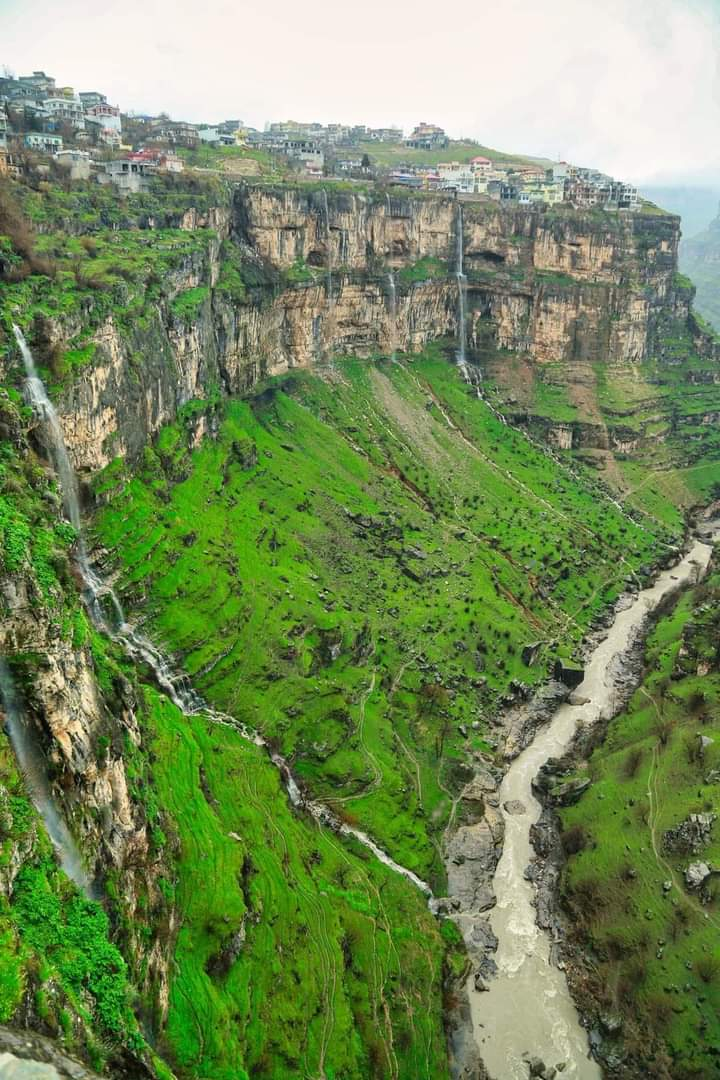
مضيق رواندوز
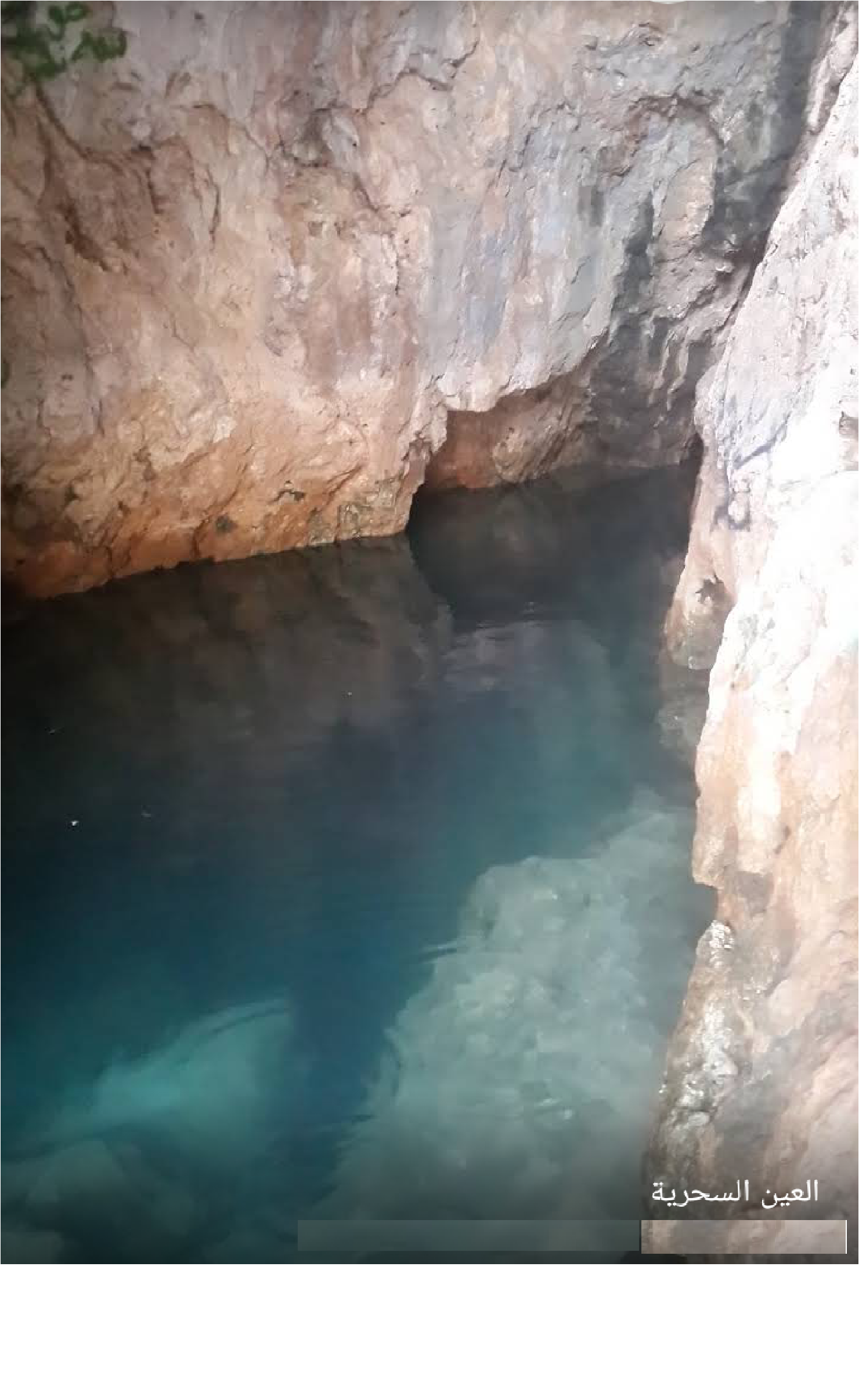
جنديان
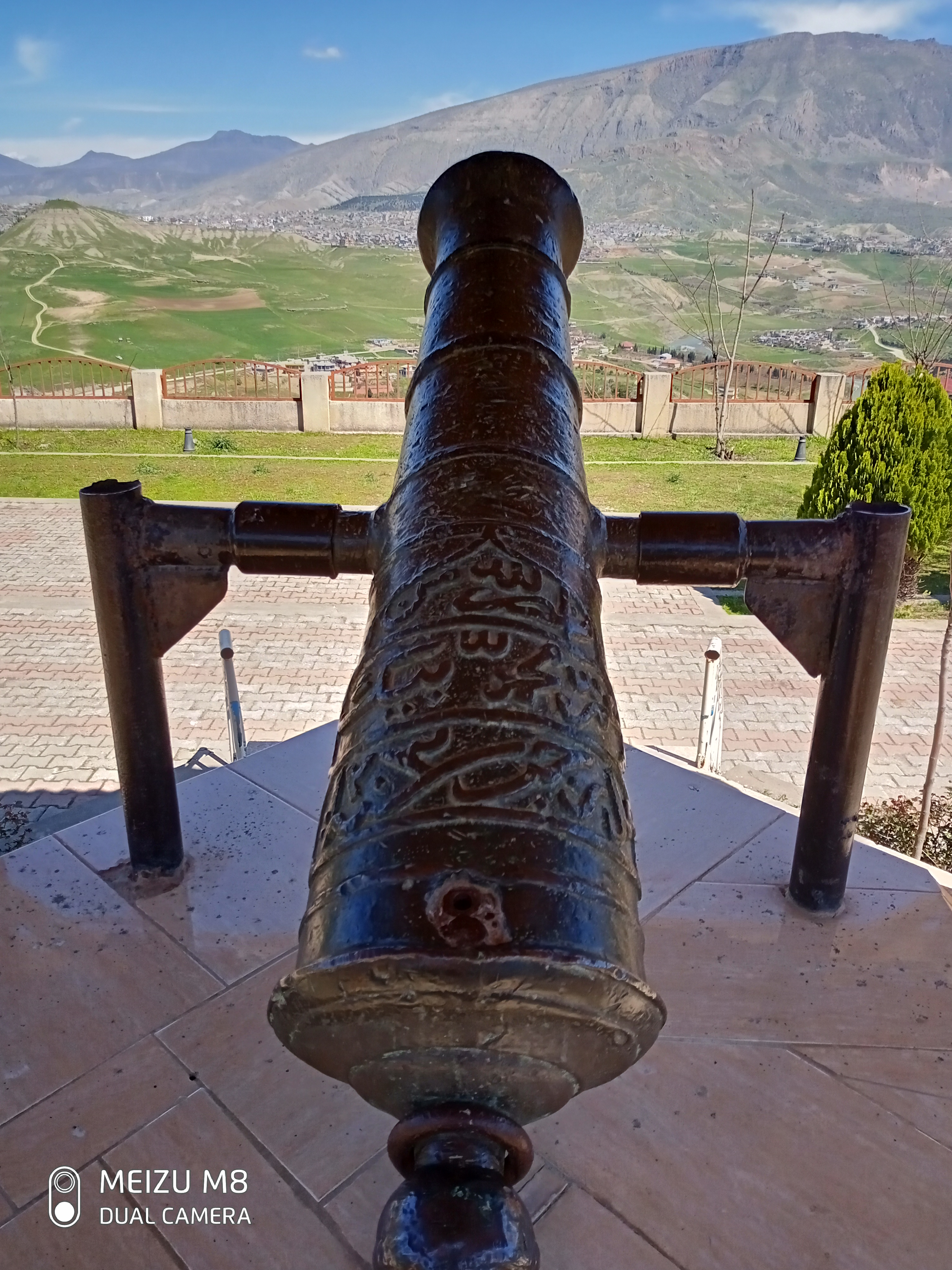
مدفع وسطة رجب
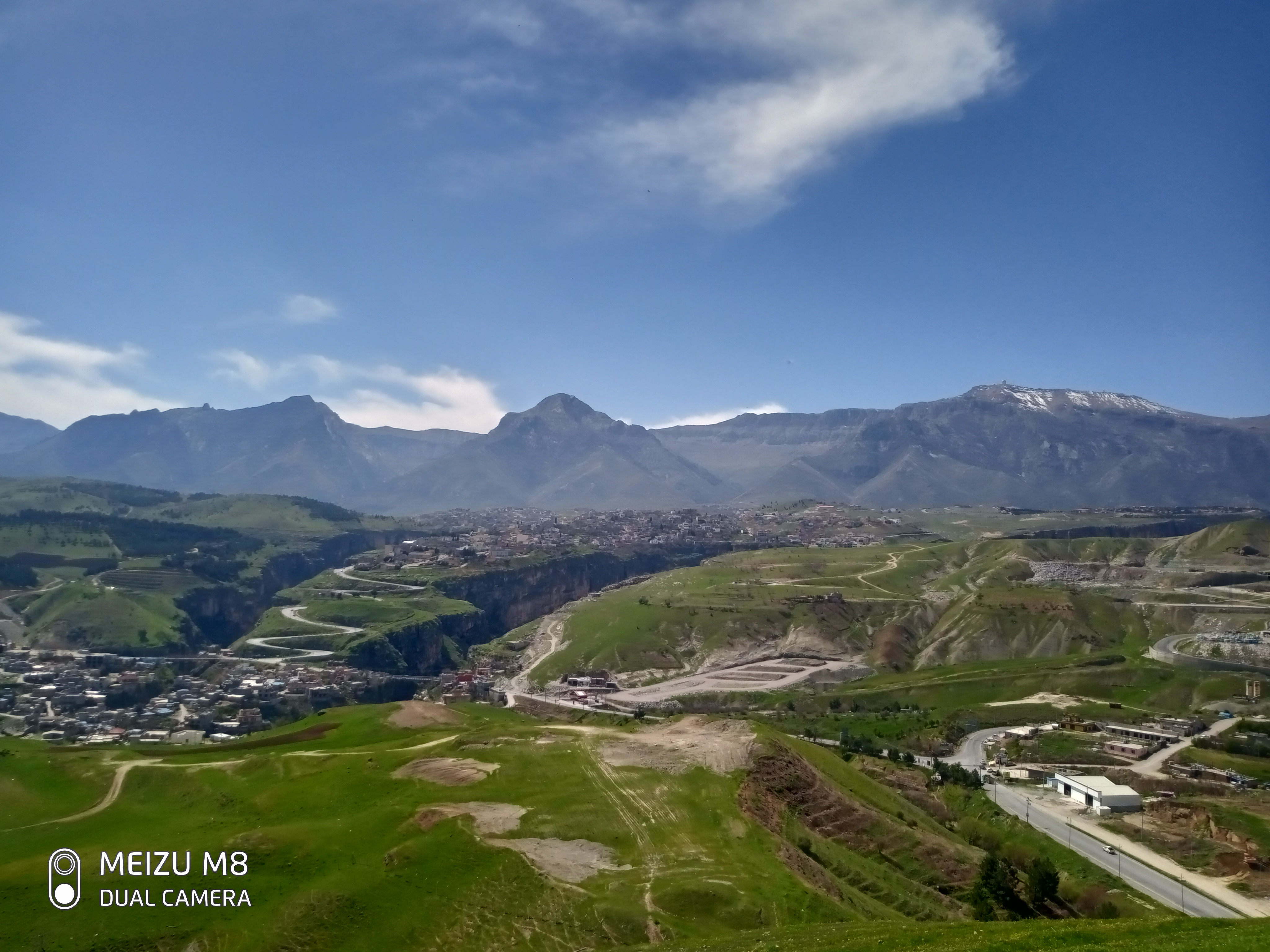
كاولوكا وخلفها مدينة رواندوز
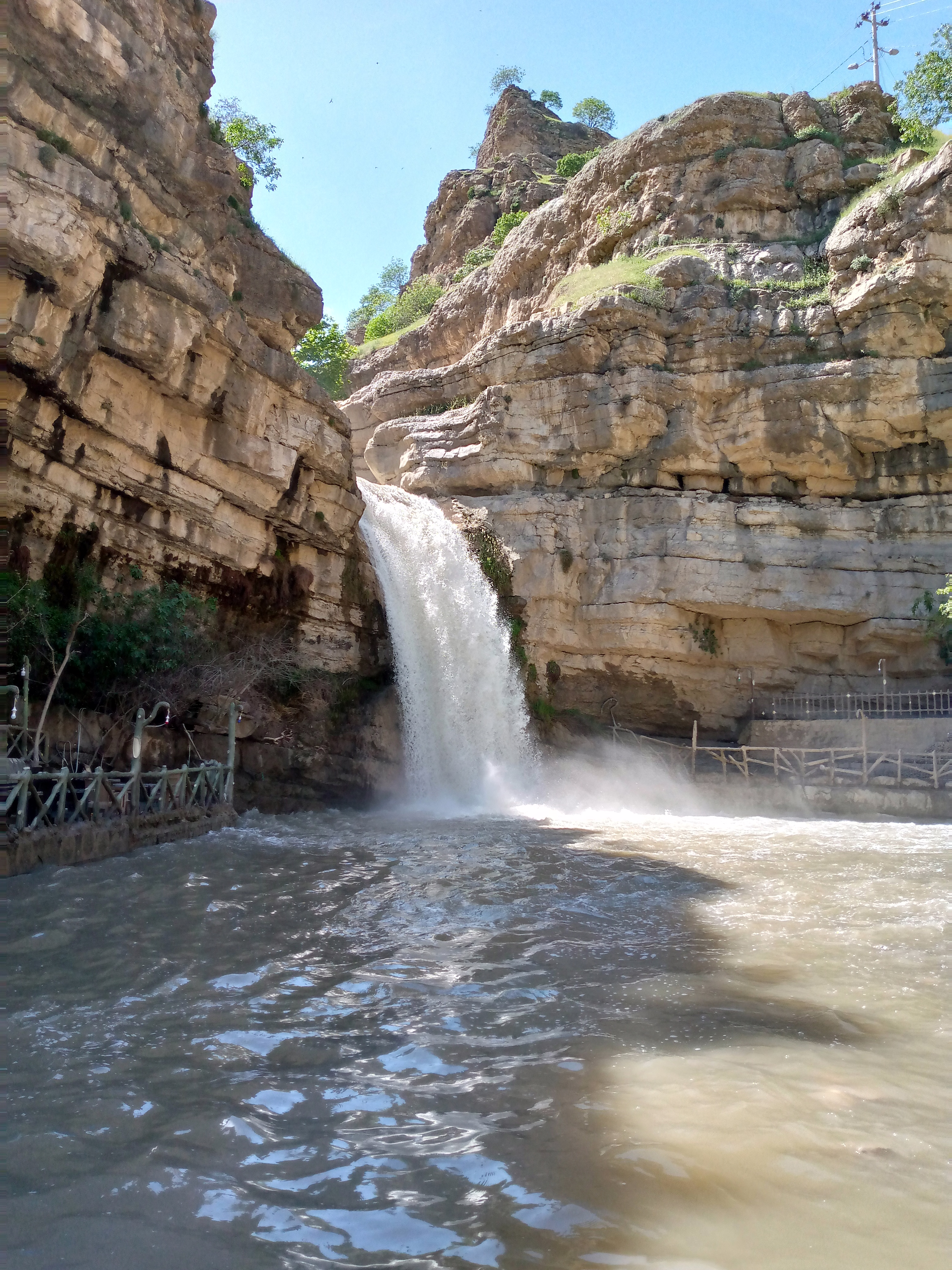
شلال كلي علي بك في رواندوز
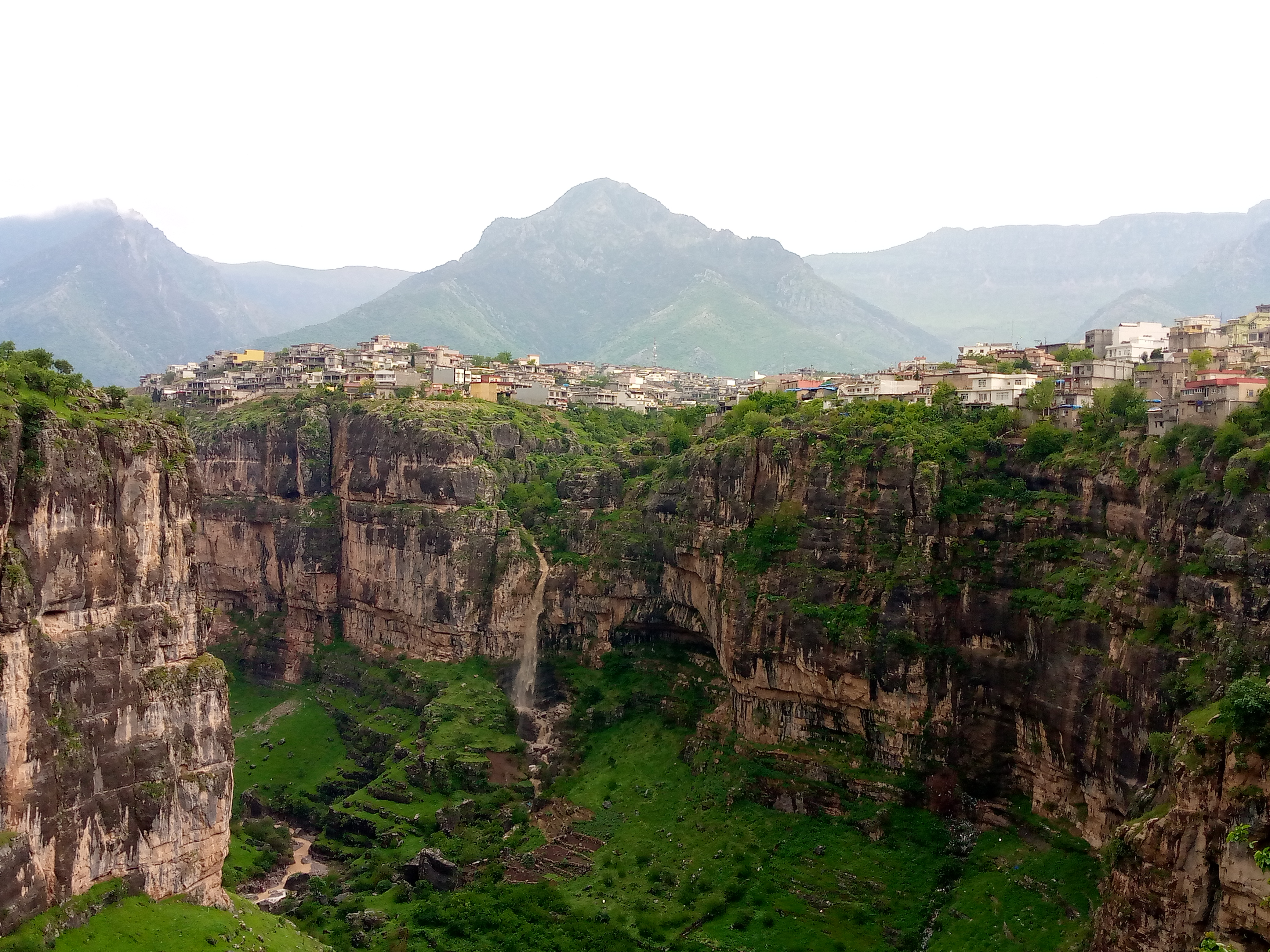
شلال زرند في رواندوز
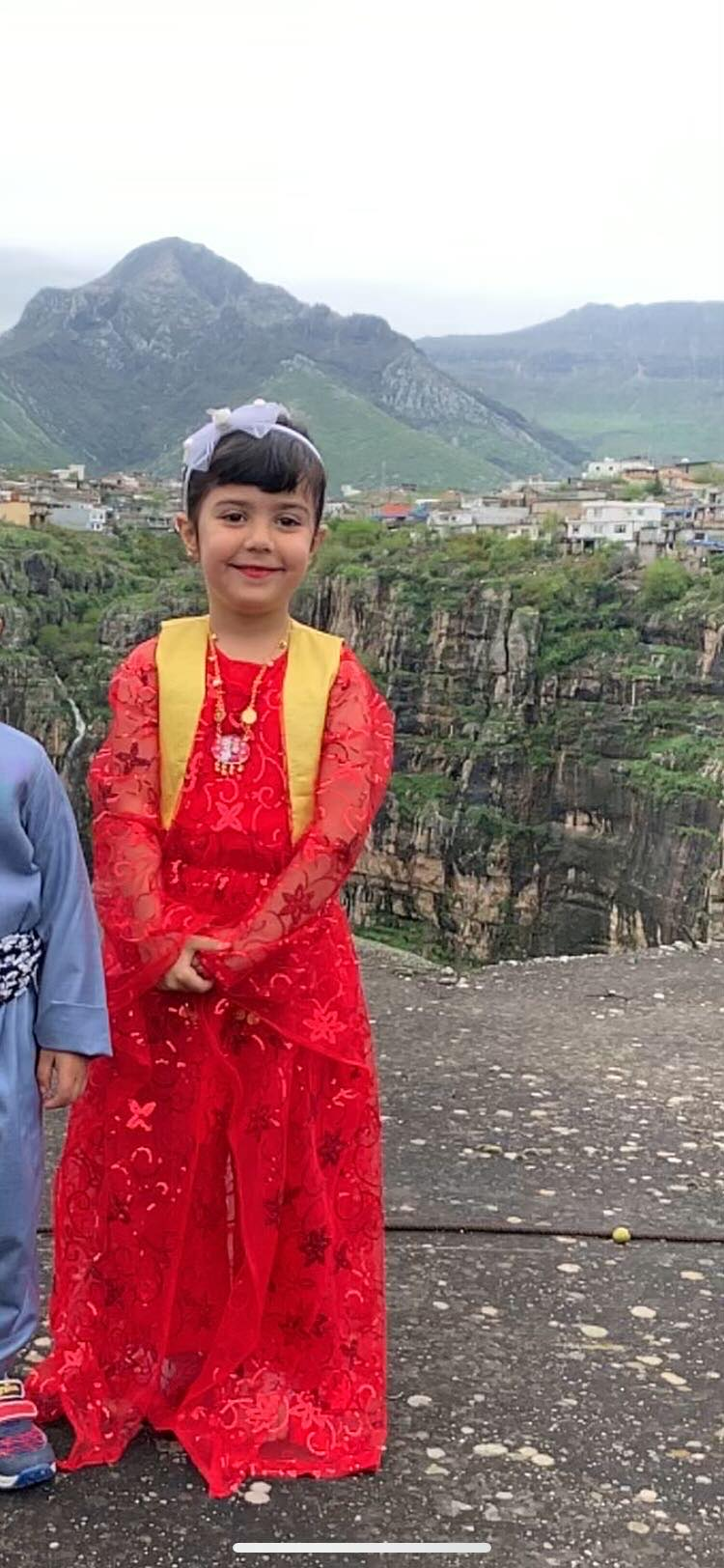
فتاة ترتدي فستانا كرديا في رواندوز